# Caio Hostílio Mancino
Caio Hostílio Mancino (em latim: Gaius Hostilius Mancinus) foi um político da gente Hostília da República Romana eleito cônsul em 137 a.C. com Marco Emílio Lépido Porcina. Era filho de Aulo Hostílio Mancino, cônsul em 170 a.C. e provavelmente irmão do cônsul de 145 a.C., Lúcio Hostílio Mancino.

## Campanha na Guerra Numantina

Mapa da conquista da Hispânia mostrando a posição de Numância, onde atuou Caio Hostílio Mancino

Em 140 a.C., Mancino foi nomeado pretor e, no ano seguinte, já como propretor, o Senado enviou-o à Hispânia Citerior com ordens de esmagar os numantinos que estava em revolta. Em 137 a.C., foi eleito cônsul com Marco Emílio Lépido Porcina, obtendo a administração proconsular da província da Hispânia Citerior, enquanto ao seu companheiro lhe correspondeu a Hispânia Ulterior.
Com esta nomeação, substituiu Quinto Pompeu Aulo e Marco Popílio Lenas, que tentaram sem sucesso vencer os numantinos. Independentemente do péssimo precedente, com Hostílio a situação piorou ainda mais, pois ele foi derrotado em todos os combates contra os rebeldes. Numa ocasião, os numantinos saíram de Numância, que estava cercada, e conseguiram cercar acampamento romano, obrigando Mancino a aceitar um tratado muito desfavorável aos interesses romanos — que poderia ter sido ainda muito pior se não estivesse presente o seu questor, Tibério Graco — para salvar a vida dos 20 000 soldados sob as suas ordens e a sua própria.

## Punição
Enquanto o povo romano recebeu Graco como um herói, Mancino acabou imputado pelo senado, que rejeitou o acordo firmado por ele. Cipião Emiliano salvou Graco e outros militares do mesmo destino do comandante, que os senadores enviaram a Numância para responder por que o seu tratado não seria cumprido, repetindo o que já havia sido feito quase 100 anos antes, quando, depois da derrota na Batalha das Forcas Caudinas (321 a.C.), os vinte comandantes responsáveis pelo desastre foram entregues aos samnitas.
Segundo Apiano, Hostílio foi levado a Numância, mas os numantinos se recusaram a ficar com ele. Quando retornou a Roma, Hostílio retomou o seu assento no Senado, mas foi expulso violentamente pelo tribuno da plebe Públio Rutílio, que afirmou que ele havia perdido a cidadania romana ao ser entregue a Numância, que, ao não ser efetivada, provocou um conflito jurídico. No final, decidiu-se que ele perderia pelo menos os seus direitos civis. Contudo, é provável que ele os tenha recuperado posteriormente, pois sabe-se, por Aurélio Vítor, que ele foi eleito pretor depois. Por causa de sua desastrosa campanha em território hispânico, Plutarco o descreveu assim:
| “ | Varão não vituperável, mas o general mais infeliz de todos os romanos. | ” |
|   | — Plutarco, Vida de Tibério Greaco, 5.1.                               |   |